# Оспедалето-Експопиза (Пиза)
Оспедалето-Експопиза је насеље у Италији у округу Пиза, региону Тоскана.
Према процени из 2011. у насељу је живело 1 становника. Насеље се налази на надморској висини од 1 м.